# 姬新線
姬新線（日语：／ Kishin sen */?）是一條連結日本兵庫縣姬路市的姬路站，途經津山站至岡山縣新見市的新見站，屬於西日本旅客鐵道（JR西日本）的鐵路線（地方交通線）。

## 概要

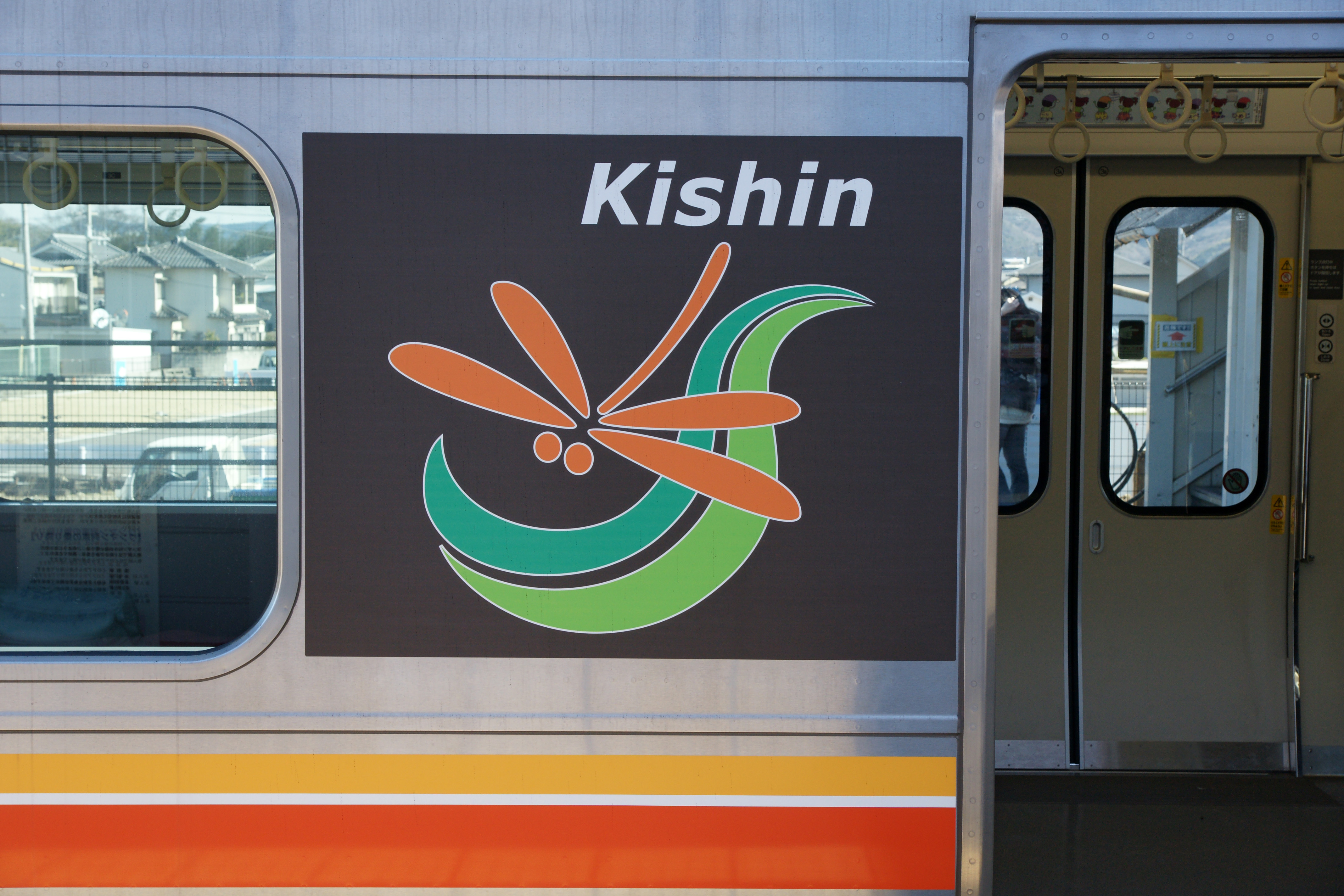
車輛的標誌

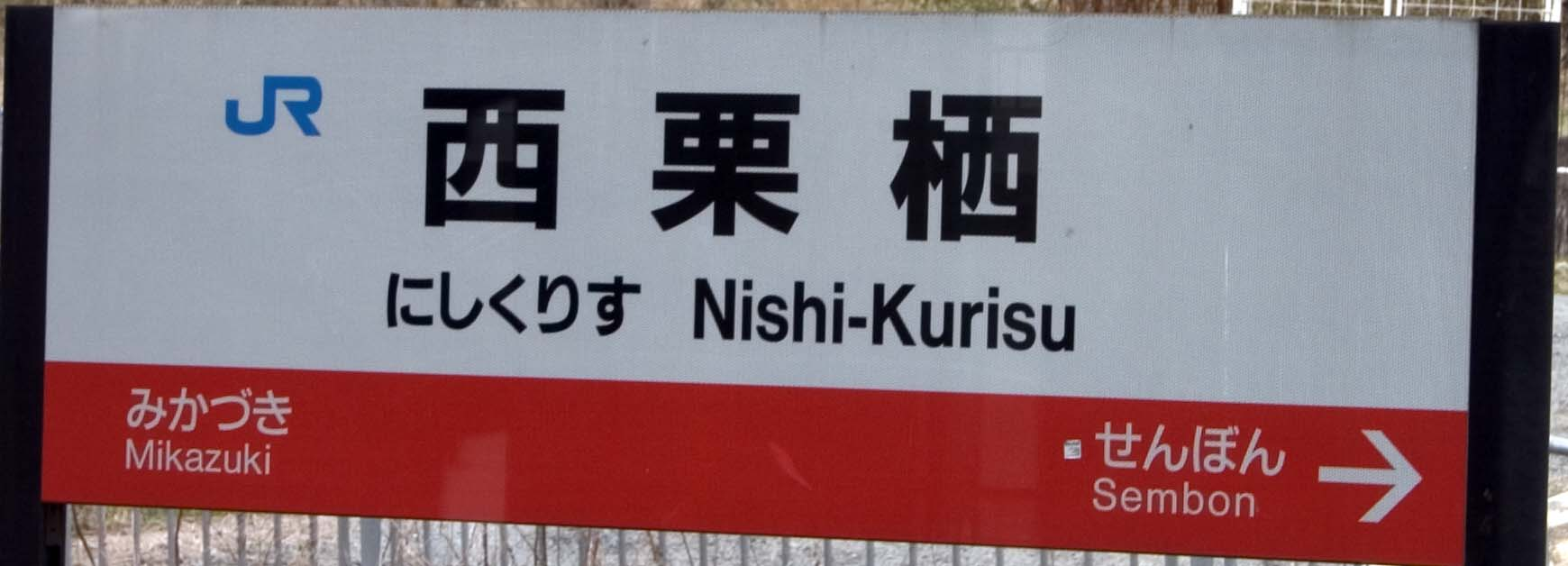
車站名標誌的例子（西栗栖車站）

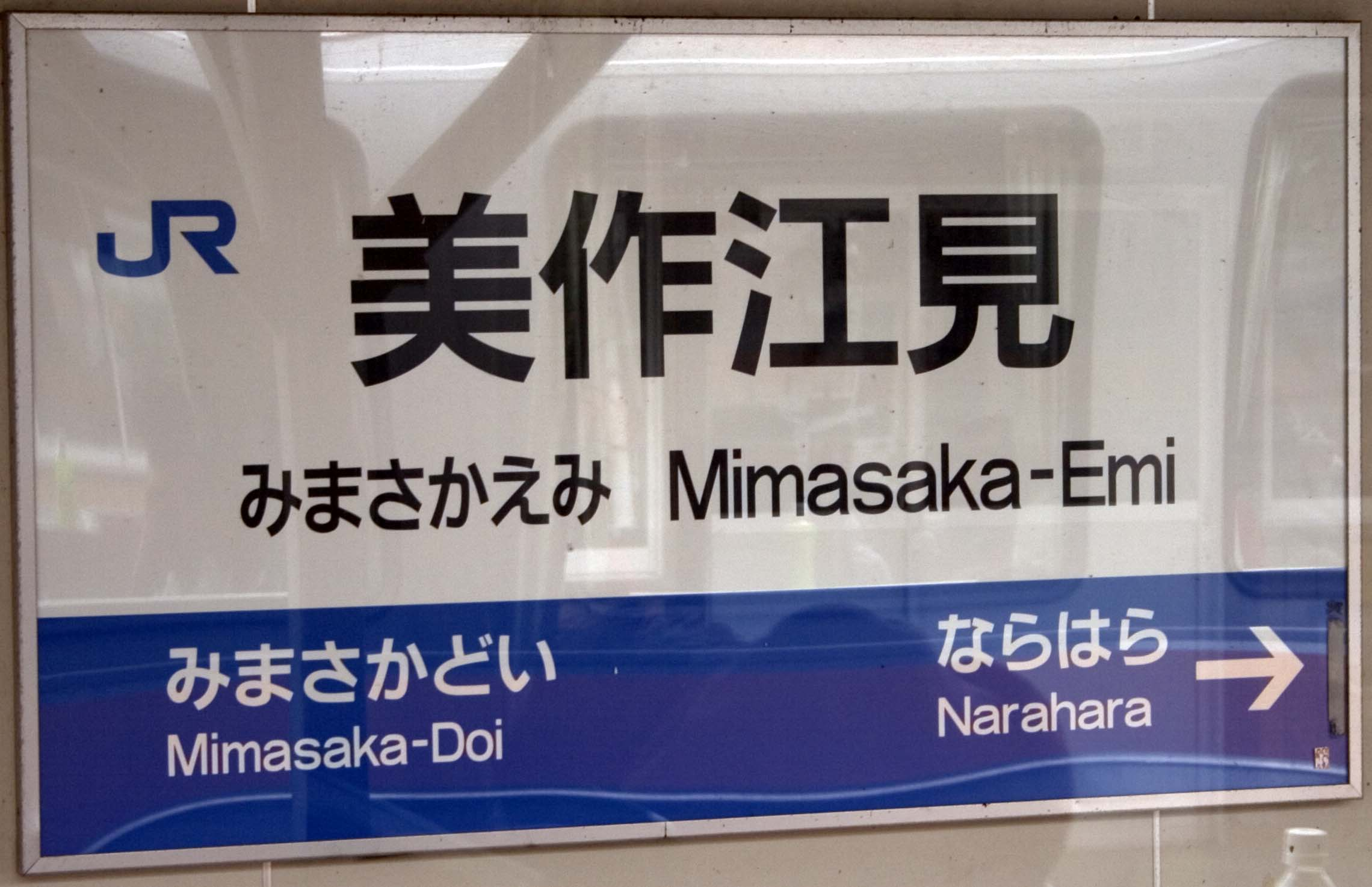
車站名標誌的例子（美作江見車站）

姬新線是穿過中國山地山間的地方線，沿線有前往湯鄉溫泉的入口車站林野車站；前往蒜山高原的入口車站中國勝山車站，是連接山陽地方和山陰地方的交通路線之一。不過在1970年代（昭和50年代）之後，隨著中國自動車道的開通，許多旅客改用自駕車及觀光巴士，加上JR的前身日本國有鐵道（國鐵）也開通了高速巴士（中國高速公路巴士），姬新線實際上失去了連接山陰山陽及連接津山市和京阪神的作用。在1989年廢除急行及1994年智頭急行線開業之後，主要以地區運輸為主。
JR西日本的舊神戶支社和岡山支社制定有支社独自的線路顏色，舊神戶支社管内的線路顏色是讓人聯想起紅蜻蜓的朱紅色，岡山支社為紫色。前者和都市網路的主要路線不同，不在路線圖使用，但會在舊神戶支社管內的車站的車站名標使用。後者在管內的車站的路線圖和車站一覽使用，但不在車站名標使用。
2016年3月26日起，IC卡「ICOCA」開始可以在姬路站－播磨新宮站間使用。
姬路站－上月站間由近畿統括本部神戶支社姬路鐵道部管轄，美作土居站－新見站間由岡山支社直轄。

### 路線資料
- 管轄（事業類別）：西日本旅客鐵道（第一種鐵道事業者）
- 路線距離（營業距離）：158.1公里
- 軌距：1067毫米
- 站數：36個（包括起終點站）
  - 若只限屬於姬新線的車站，排除屬於山陽本線的姬路站與屬於伯備線的新見站[2]則為34個。
- 複線路段：沒有（全線單線）
- 電氣化路段：沒有（全線非電氣化（日语：非電化））
- 閉塞方式：
  - 姬路站－上月站、東津山站－津山站間：自動閉塞式（特殊）
  - 上月站－東津山站間、津山站－新見站間：特殊自動閉塞式（電子符號照查式）
- 運轉指令所（日语：運転指令所）：
  - 姬路站－東津山站：大阪綜合指令所（日语：大阪総合指令所）姬路指令所
  - 東津山站－新見站：岡山綜合指令所津山派出
- 最高速度：
  - 姬路站－上月站間 100公里/小時
  - 上月站－新見站間 85公里/小時

界標位於跨過縣境處的萬之峠隧道上月方向的出入口附近（姬路起計55.4公里地點）。

## 運行形態
自1989年急行「三朝」、「美作」廢止以來，沒有經由姬新線運行的優等列車。
運行系統大致分為姬路車站 - 佐用車站（上月車站）區間、佐用車站 - 津山車站區間、津山車站 - 新見車站區間三個系統，實施一人控制運行。雖然并沒有走完整條線路的列車，不過有自佐用發車開往新見、中國勝山發車開往美作江見的列車，還有可在播磨新宮車站換乘的列車。
2010年3月13日時刻表修改之後，姬新線曾試驗性的進行過增發，只實施了2年。白天每小時于姬路車站 - 播磨新宮車站區間開行2班列車，播磨新宮車站 - 佐用車站（上月車站）區間開行一班列車。2010年3月12日之前，姬路車站 - 播磨新宮車站區間曾大約1小時開行一班列車（姬路車站 - 本龍野車站間為兩班）、播磨新宮車站 - 佐用車站間為2小時開行1班列車。
上月車站至津山車站的列車班數較少，有時隔三個小時左右也沒有列車開行。津山車站 - 中國勝山車站區間每1 - 3小時開行一班列車，中國勝山車站 - 新見車站區間是姬新線中運行班數最少的，2 - 3小時開行一班列車。
佐用車站以西以早晩為中心，開行有在部份車站並不停車的快速列車。車站中只有姬路車站是常時有人車站，其他車站或者是常時無人車站（乘降所），或在部份時段是乘降所。

## 使用車輛
均為柴聯車。
- Kiha122、127系：因姬路站 - 上月站之間實施高速化，替代Kiha40、47型投入使用的新型車輛。外觀和223系及521系電聯車相似。車体上有姬新線代表色朱紅色的色帶，車門旁繪有蜻蜓圖樣與「Kishin」（姬新）字樣。
- Kiha120型：于佐用站 - 新見站使用。實施了引擎的大出力化和增設洗手間等改造。
- Kiha40型：2091号車自2006年5月28日開始于車體上畫有のじぎく兵庫國體的吉祥物「はばタン」。

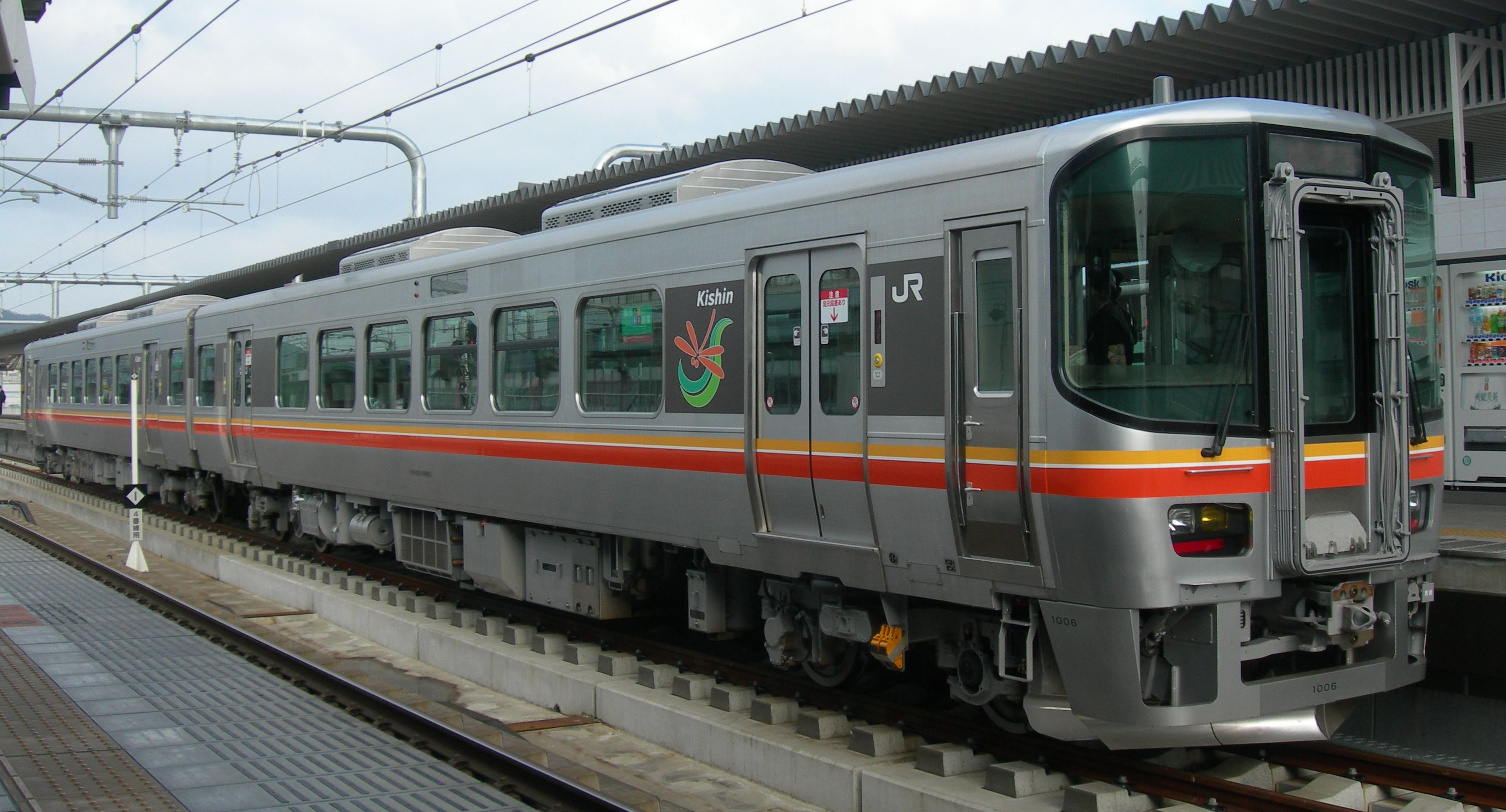
Kiha127系
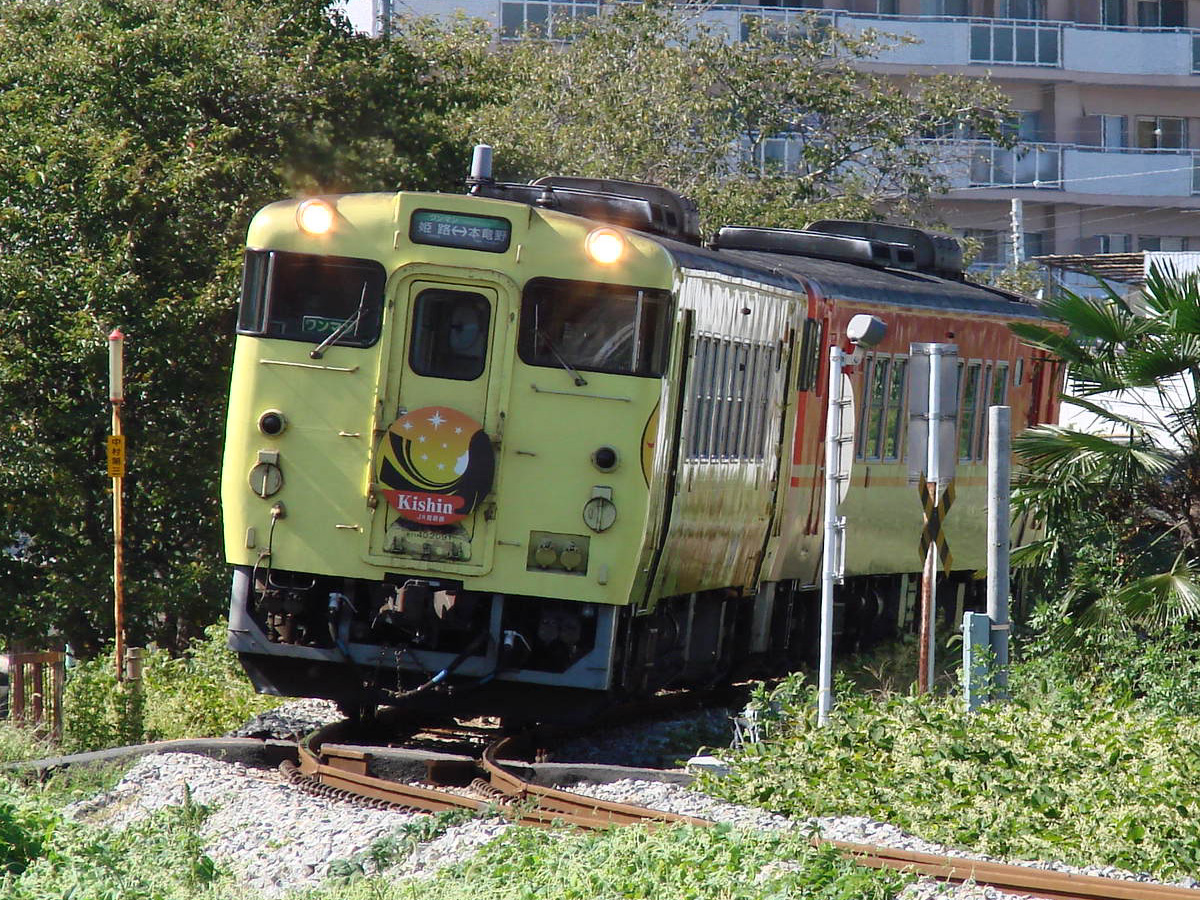
Kiha40型

## 姬新線高速化事業

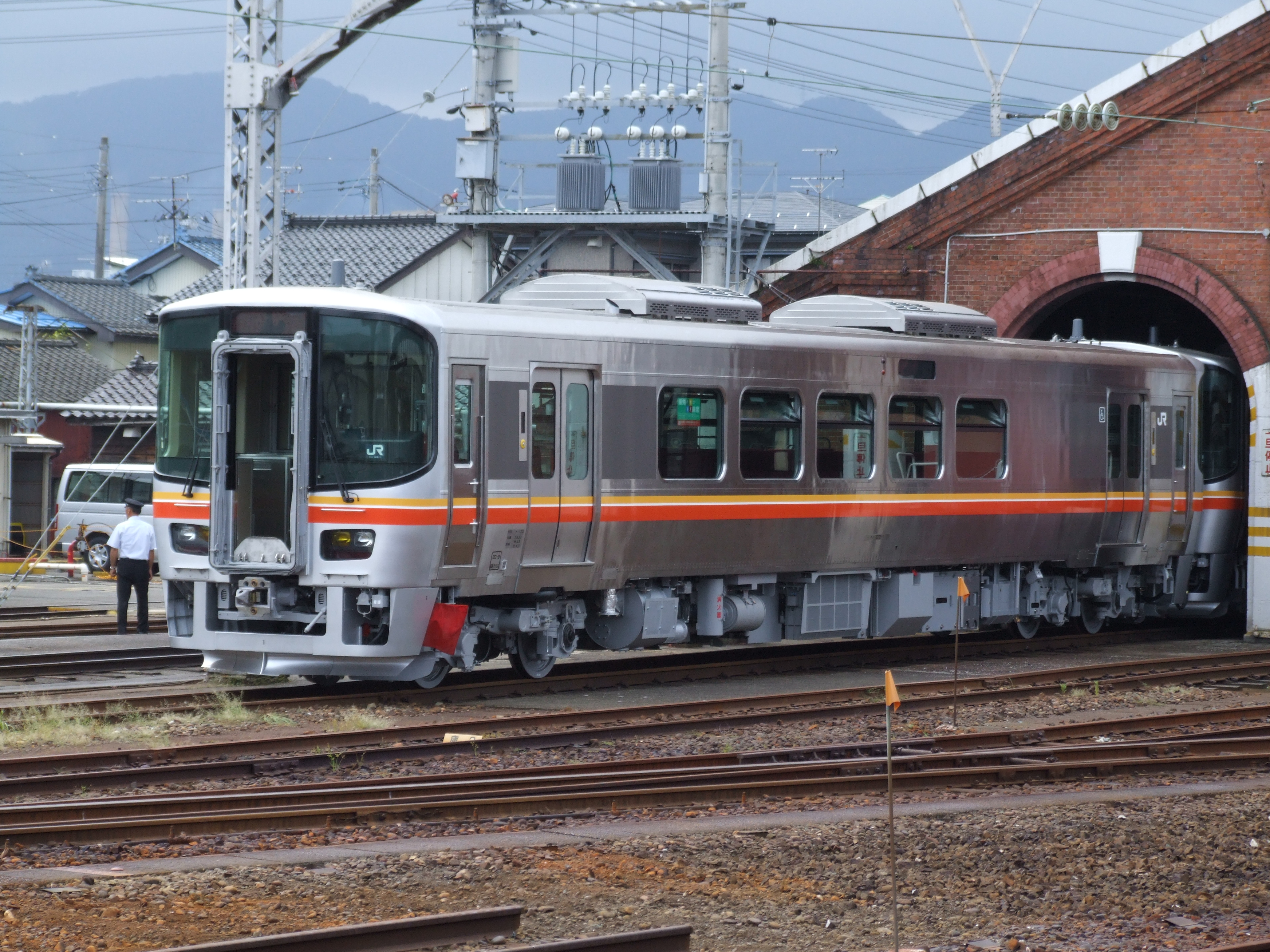
于姬新線投入使用的キハ122系

姬路站至上月站區間于2007年7月28日開始進行高速化施工，2010年3月13日完成。最高速度由85km/h提高到100km/h。另外，可對應100km/h運行的新型車
Kiha122、127系柴聯車于2009年3月14日開始投入運行、高速化施工完成後開始以100km/h的速度運行，使得姬路車站至播磨新宮車站需要行車時間縮短8分，姬路車站至上月車站所需行車時間縮短18分。耗資約80億日元，由JR西日本和兵庫縣、沿線自治體共同負擔。另外，為籌措施工費用，還曾舉行過募款活動。

## 歷史

### 作備線
- 1923年（大正12年）8月21日：作備線（さくびせん）津山車站 - 美作追分車站間（10.9M≒17.54km）、津山車站 - 津山口車站間（1.2M≒1.93km）開業。相當于姬新線區間的津山車站、院庄車站、美作千代車站、坪井車站、美作追分車站開業。
- 1924年（大正13年）5月1日：延伸開業美作追分車站 - 久世車站區間（9.3M≒14.97km）。同時編入津山車站 - 津山口車站區間，區間表示改為津山口車站 - 久世車站區間。美作落合車站、久世車站開業。
- 1925年（大正14年）3月15日：延伸開業久世車站 - 中國勝山車站區間（3.1M≒4.99km）。中國勝山車站開業。
- 1929年（昭和4年）4月14日：作備西線 新見車站 - 岩山車站區間（5.2M≒8.37km）開業。岩山車站開業。作備線改名為作備東線。
- 1930年（昭和5年）
  - 4月1日：營業里程表記單位由英里改為公里（作備東線 24.5M→39.4km，作備西線 5.2M→8.3km）。
  - 12月11日：延伸中國勝山車站 - 岩山車站區間 (26.0km) 。作備西線和新開業區間被編入作備東線，改名作備線。月田車站、富原車站、刑部車站、丹治部車站開業。

### 姬津線、因美線
- 1928年（昭和3年）3月15日：因美南線 津山車站 - 東津山車站 - 美作加茂車站區間開業。東津山車站開業。
- 1930年（昭和5年）9月1日：姬津線（ひめつせん）姬路車站 - 余部車站區間 (6.1km) 開業。播磨高岡車站、余部車站開業。
- 1931年（昭和6年）12月23日：延伸開業余部車站 - 東觜崎車站區間 (11.7km) 。太市車站、本龍野車站、東觜崎車站開業。
- 1932年（昭和7年）
  - 7月1日：因美南線改名為因美線。
  - 7月11日：延伸開業姬津線 東觜崎車站 - 播磨新宮車站區間 (4.3km) 。播磨新宮車站開業。
- 1934年（昭和9年）
  - 3月24日：延伸開業姬津線 播磨新宮車站 - 三日月車站區間 (14.5km) 。千本車站、西栗栖車站、三日月車站開業。
  - 11月28日：姬津西線 東津山車站 - 美作江見車站區間 (20.7km) 開業。美作大崎車站、勝間田車站、林野車站、美作江見車站開業。姬津線改名為姬津東線。
- 1935年（昭和10年）7月30日：延伸開業姬津東線 三日月車站 - 佐用車站區間 (14.5km) 。播磨德久車站、佐用車站開業。
- 1936年（昭和11年）4月8日：延伸開業佐用車站 - 美作江見車站區間 (9.3km) 。姬津西線和新開業區間被編入姬津東線，改名姬津線。上月車站、美作土居車站開業。

### 姬新線
- 1936年（昭和11年）10月10日：作備線、因美線 東津山車站 - 津山車站區間被編入姬津線，姬路車站 - 新見車站區間和津山車站 - 津山口車站區間（支線）成為姬新線。
- 1944年（昭和19年）6月1日：因中國鐵道國有化，支線 津山車站 - 津山口車站區間 (1.9km) 編入津山線。
- 1954年（昭和29年）10月1日：楢原車站開業。
- 1958年（昭和33年）4月1日：古見車站開業。
- 1960年（昭和35年）
  - 10月1日：首趟優等列車，準急「三朝」「美作」開始運行（1966年升格為急行）。
- 1963年（昭和38年）10月1日：西勝間田車站開業。
- 1986年（昭和61年）11月：導入調度集中系統 (CTC) 。
- 1987年（昭和62年）4月1日：因國鐵分割民營化，由西日本旅客鐵道繼承。廢除全線的貨運業務。
- 1989年（平成元年）
  - 3月11日：廢除急行「三朝」「美作」，改為姬路車站 - 津山車站之間的快速列車。至此，姬新線不再行駛有優等列車。
  - 11月1日：佐用車站 - 新見車站之間的部份列車開始實施一人控制運行[5]。
- 1990年（平成2年）6月1日：上月車站（不含車站內）- 新見車站（不含車站內）區間由岡山支社改屬於津山鐵道部直轄[6]。
- 1991年（平成3年）4月1日：姬路車站 - 上月車站區間由神戶支社改屬姬路鐵道部直轄[6]。該區間開始實施一人控制運行[5]。
- 年月日不明：因組織調整，津山鐵道部被廢止，上月車站（不含車站內）- 新見車站（不含車站內）區間改由岡山支社直轄[7]。
- 2008年（平成20年）12月22日：姬路車站附近（約1.3km）高架化。
- 2009年（平成21年）
  - 3月14日：Kiha122、127系柴聯開始在姬路車站 - 上月車站區間投入商業運行。
  - 8月10日：受颱風帶來的豪雨影響，播磨新宮車站 - 美作江見車站區間暫時不通[8]。
  - 8月12日：開始於不通區間運行巴士[9]。
  - 8月21日：恢復播磨新宮車站 - 佐用車站區間的列車運行[10]。以巴士替代运行的区间变为佐用车站 - 美作江見车站之间。
  - 10月5日：恢復佐用車站 - 美作江見車站區間的運行，全線恢復運行[11]。
- 2010年（平成22年）
  - 2月7日：姬路車站 - 上月車站區間的閉塞方式由特殊自動閉塞式（電子符号照査式）改為單線自動閉塞式（特殊）。
  - 2月14日：姬路車站 - 上月車站區間開始使用自動進路制御裝置 (PRC) [12]。
  - 3月13日：因高速化事業完成，姬路車站 - 上月車站區間的最高速度提高至100km/h[13]。
- 2025年3月16日，姬新線津山站至中國勝山站的區段舉辦開通100周年的慶祝活動[14][15]。

## 車站列表
- 停靠站
  - 普通 …停靠所有的旅客站
  - 快速 … ●的車站所有列車停靠，▲的車站一部分列車停靠，｜的車站所有列車通過
    - 佐用站－津山站間的快速在津山站以西作為普通（各站停車）運行。同樣地，津山站－新見站間的快速在津山站以東（一部分在中國勝山站以東）作為普通（各站停車）運行。
- 軌道（全線單線） … ◇、∨：可進行列車交會，｜：不可列車交會

| 中文站名 | 日文站名 | 英文站名 | 站間營業距離 | 累計營業距離 | 快速 | 快速 | 接續路線 | 軌道 | 所在地 | 所在地        |
| -------- | -------- | -------- | ------------ | ------------ | ---- | ---- | --- | ---- | ------ | ------------- |
| 姬路     |          |          | -            | 0.0          |      |      | 西日本旅客鐵道： 山陽新幹線、 山陽本線（JR神戶線、相生方向）、 赤穗線、 播但線 山陽電氣鐵道：本線 …山陽姬路 | ∨    | 兵庫縣 | 姬路市        |
| 播磨高岡 |          |          | 3.8          | 3.8          |      |      | | ◇    | 兵庫縣 | 姬路市        |
| 部       |          |          | 2.3          | 6.1          |      |      | | ◇    | 兵庫縣 | 姬路市        |
| 余部信號場 |          | /        | -            | 7.7          |      |      | | ｜   | 兵庫縣 | 姬路市        |
| 太市     |          |          | 3.8          | 9.9          |      |      | | ◇    | 兵庫縣 | 姬路市        |
| 本龍野   |          |          | 5.0          | 14.9         |      |      | | ◇    | 兵庫縣 | 龍野市        |
| 東觜崎   |          |          | 2.9          | 17.8         |      |      | | ◇    | 兵庫縣 | 龍野市        |
| 播磨新宮 |          |          | 4.3          | 22.1         |      |      | | ◇    | 兵庫縣 | 龍野市        |
| 千本     |          |          | 5.5          | 27.6         |      |      | | ｜   | 兵庫縣 | 龍野市        |
| 西栗     |          |          | 3.6          | 31.2         |      |      | | ◇    | 兵庫縣 | 龍野市        |
| 三日月   |          |          | 5.4          | 36.6         |      |      | | ◇    | 兵庫縣 | 佐用郡 佐用町 |
| 播磨德久 |          |          | 5.9          | 42.5         |      |      | | ｜   | 兵庫縣 | 佐用郡 佐用町 |
| 佐用     |          |          | 3.4          | 45.9         | ●    |      | 智頭急行：智頭線                                                                                            | ◇    | 兵庫縣 | 佐用郡 佐用町 |
| 上月     |          |          | 5.0          | 50.9         | ●    |      | | ◇    | 兵庫縣 | 佐用郡 佐用町 |
| 美作土居 |          |          | 6.7          | 57.6         | ▲    |      | | ｜   | 岡山縣 | 美作市        |
| 美作江見 |          |          | 5.4          | 63.0         | ●    |      | | ◇    | 岡山縣 | 美作市        |
| 楢原     |          |          | 3.4          | 66.4         | ▲    |      | | ｜   | 岡山縣 | 美作市        |
| 林野     |          |          | 4.0          | 70.4         | ●    |      | | ｜   | 岡山縣 | 美作市        |
| 勝間田   |          |          | 3.9          | 74.3         | ●    |      | | ◇    | 岡山縣 | 勝田郡 勝央町 |
| 西勝間田 |          |          | 3.0          | 77.3         | ▲    |      | | ｜   | 岡山縣 | 勝田郡 勝央町 |
| 美作大崎 |          |          | 2.0          | 79.3         | ▲    |      | | ｜   | 岡山縣 | 津山市        |
| 東津山   |          |          | 4.4          | 83.7         | ●    |      | 西日本旅客鐵道： 因美線                                                                                     | ◇    | 岡山縣 | 津山市        |
| 津山     |          |          | 2.6          | 86.3         | ●    | ●    | 西日本旅客鐵道： 津山線                                                                                     | ◇    | 岡山縣 | 津山市        |
| 院       |          |          | 4.5          | 90.8         |      | ▲    | | ｜   | 岡山縣 | 津山市        |
| 美作千代 |          |          | 4.8          | 95.6         |      | ●    | | ｜   | 岡山縣 | 津山市        |
| 坪井     |          |          | 2.7          | 98.3         |      | ●    | | ◇    | 岡山縣 | 津山市        |
| 美作追分 |          |          | 5.6          | 103.9        |      | ｜   | | ｜   | 岡山縣 | 真庭市        |
| 美作落合 |          |          | 7.0          | 110.9        |      | ●    | | ◇    | 岡山縣 | 真庭市        |
| 古見     |          |          | 3.7          | 114.6        |      | ▲    | | ｜   | 岡山縣 | 真庭市        |
| 久世     |          |          | 4.3          | 118.9        |      | ●    | | ◇    | 岡山縣 | 真庭市        |
| 中國勝山 |          |          | 4.9          | 123.8        |      | ●    | | ◇    | 岡山縣 | 真庭市        |
| 月田     |          |          | 4.8          | 128.6        |      | ●    | | ｜   | 岡山縣 | 真庭市        |
| 富原     |          |          | 6.1          | 134.7        |      | ▲    | | ｜   | 岡山縣 | 真庭市        |
| 刑部     |          |          | 6.5          | 141.2        |      | ●    | | ◇    | 岡山縣 | 新見市        |
| 丹治部   |          |          | 3.8          | 145.0        |      | ▲    | | ｜   | 岡山縣 | 新見市        |
| 岩山     |          |          | 4.8          | 149.8        |      | ▲    | | ｜   | 岡山縣 | 新見市        |
| 新見     |          |          | 8.3          | 158.1        |      | ●    | 西日本旅客鐵道： 伯備線、 藝備線                                                                            | ◇    | 岡山縣 | 新見市        |

1. ↑  赤穗線的正式起點是山陽本線相生站，但播州赤穗開出的列車全部直通至姬路站
2. ↑  因美線的列車在運行系統上全部直通至津山站
3. ↑  藝備線的正式起點是伯備線備中神代站，運行系統上所有列車直通至新見站

JR西日本的直營車站只有姬路車站、本龍野車站、津山車站、新見車站4站。余部車站、播磨新宮車站、佐用車站3車站是JR西日本交通服務的|業務委託車站，其他車站都是簡易委託站或乘降所（但在簡易委託站中，林野車站・久世車站・中國勝山車站3車站設有POS機）。

## 關連項目
- 日本鐵路線列表
- 日本鐵路車站列表

## 外部連結
- 姫新線姫路上月駅間電化促進期成同盟会